# Friedrich Bleibaum
Friedrich Bleibaum (* 1. Mai 1885 in Hannover; † 30. März 1974 in Marburg) war ein deutscher Kunsthistoriker und von 1945 bis 1950 der erste Landeskonservator von Hessen. Ihm kam eine wichtige Rolle in der Entwicklung der Denkmalpflege in Hessen zu.

## Denkmalpfleger
Nach dem Besuch des Ratsgymnasiums und der Oberrealschule in Hannover absolvierte Bleibaum von 1905 bis 1910 ein Architektur-Studium an der Technischen Hochschule Hannover, anschließend arbeitete er im Baubüro von Otto Lüer. 1914 promovierte er in Hannover über den hannoverischen Bildhauer Johann Friedrich Blasius Ziesenis. Nach Kriegseinsatz wurde er im April 1919 Assistent des Bezirkskonservators Alois Holtmeyer in Kassel. Im Rahmen der hessischen Kunstdenkmälerinventarisation verfasste er den Band 7, Teil 1 über Schloß Wilhelmstal (1926). 1926 wurde Bleibaum Nachfolger Holtmeyers als Bezirkskonservator. Es gelang ihm, seinen Mitarbeiterstab zu verstärken, u. a. um eine Inventarisationsgruppe, die sich mit dem Erfassen der hessischen Kulturdenkmäler befasste und sich aus zwei Kunsthistorikern und einem Architekten zusammensetzte, sowie um einen Fotografen.
1940 wurden die beiden Denkmalämter der Regierungspräsidien Kassel und Wiesbaden in einem zentralen Amt für die gesamte preußische Provinz Hessen-Nassau in Marburg zusammengefasst. Friedrich Bleibaum wurde zum Provinzialkonservator ernannt und richtete seine neue Dienststelle im Hotel Ritter gegenüber der Elisabethkirche ein. Die nicht zum Wehrdienst im Zweiten Weltkrieg einberufenen Mitarbeiter mussten mit der Zunahme der Luftangriffe auf Deutschland immer öfter gefährdetes Kunstgut in sichere Magazine evakuieren. Eine Vielzahl von Kunstwerken wie Altäre, Buntglasfenster und Statuen aus Kirchen, staatlichen und privaten Gebäuden konnte so vor dem Untergang bewahrt werden. Umfangreich zerstört wurde allerdings der reiche Bestand an Baudenkmälern der Städte Kassel, Frankfurt am Main, Darmstadt, Offenbach am Main und Hanau.
Nachdem am 19. September 1945 das Land Groß-Hessen gegründet worden war, wurde der bisherige Provinzialkonservator, Friedrich Bleibaum, von der US-amerikanischen Besatzungsmacht zum Landeskonservator mit Sitz in Marburg ernannt, konnte also lückenlos an seine vorangegangene Arbeit anschließen. Er und seine Mitarbeiter wurden zu dieser Zeit von den Amerikanern bei der Sicherung und Inventarisation der zuvor evakuierten Objekte im Rahmen der Tätigkeit des Marburg Central Collecting Point herangezogen. Hauptaufgabe der Denkmalpflege in der Nachkriegszeit war es jedoch, beim Wiederaufbau der zerstörten Städte mitzuwirken. Die zweite Aufgabe der Denkmalpflege in Hessen war die Verringerung des seit 1914 aufgelaufenen Sanierungsstaus bei Baudenkmälern, die nicht mehr systematisch instand gehalten worden waren.
Nach der Pensionierung von Friedrich Bleibaum 1950 wurde die Denkmalpflege dezentralisiert, das zentrale Denkmalamt in Marburg aufgelöst und dessen Aufgaben auf die Außenstellen verteilt. Die Funktionen von Friedrich Bleibaum nahm der für die Denkmalpflege zuständige Referent im Hessischen Kultusministerium, Karl Nothnagel, in Personalunion wahr.
Das Verdienst von Friedrich Bleibaum ist es, das umfangreiche Erbe Hessens an historischen Rathäusern und Ortsbildern aus Fachwerk in das öffentliche Bewusstsein gerückt zu haben.

## Heimatbund
Friedrich Bleibaum war 1928 Gründungsmitglied des damaligen Kurhessischen Heimatbundes (heute: Gesellschaft für Kultur- und Denkmalpflege – Hessischer Heimatbund). Seit 1947 war er dessen stellvertretender Vorsitzender, seit 1953 hatte er den Vorsitz bis 1973 inne und wurde anschließend zum Ehrenvorsitzenden ernannt. Er verband seine dienstliche Stellung als Bezirkskonservator mit der Arbeit im Heimatbund. Unter der Herrschaft des Nationalsozialismus ist es Bleibaum gelungen, das Profil des Heimatbundes zu wahren und die 1933 einsetzende Gleichschaltung weitgehend abzuwehren; er war Mitglied im Bund der Freimaurer.

## Ehrungen
- 1952: Verdienstkreuz (Steckkreuz) der Bundesrepublik Deutschland
- 1960: Goethe-Plakette des Landes Hessen

## Schriften (Auswahl)

### Als Verfasser
- Bildschnitzerfamilien des Hannoverschen und Hildesheimschen Barock (= Studien zur deutschen Kunstgeschichte, H. 227). J.H.E. Heitz, Straßburg 1924.
- Die Bau- und Kunstdenkmäler im Regierungsbezirk Kassel, Bd. 7: Kreis Hofgeismar, Teil 1: Schloß Wilhelmstal. Selbstverlag der Landesverwaltung, Cassel 1926.
- Schloß Wilhelmstal und François de Cuvilliés d. Ä. (= Jahrbuch der Denkmalpflege im Regierungsbezirk Kassel, 2. Sonderheft). Bernecker, Melsungen 1932.
- Johann August Nahl (1710–1781), der Künstler Friedrichs des Großen und der Landgrafen von Hessen-Kassel. R. M. Rohrer, Baden bei Wien / Leipzig 1933.
- (Mitverfasser): Kurhessisches Kulturhaus. Ehemaliges Palais Schlieffen. Kassel. Denkschrift anlässlich des Umbaus und der Renovierung des Hauses Königsplatz. AG Druck und Verlag, Kassel 1938.
- Das hessische Fachwerk und seine Pflege (= Schriften zur inneren Werbung der Hessischen Fremdenverkehrsverbände, Heft 2). Fremdenverkehrsverband Kurhessen und Waldeck, Kassel 1957.
- Die Wiederherstellung des Schlosses Birstein. In: Hessische Heimat. Aus Natur und Geschichte, Jg. 11 (1961), S. 19–24.
- Fritzlar. Porträt einer historischen Stadt. Magistrat der Stadt Fritzlar, Fritzlar 1964.

### Als Herausgeber und Schriftleiter
- Freigelegte Wand- und Tafelmalereien aus der Zeit vom 11. bis zum 17. Jahrhundert (= Jahrbuch der Denkmalpflege im Regierungsbezirk Kassel, Bd. 2). Bärenreiter-Verlag, Kassel 1936.
- Wiederhergestellte Wand- und Tafelmalereien des 14. und 15. Jahrhunderts (= Jahrbuch der Denkmalpflege im Regierungsbezirk Kassel, Bd. 3). Bärenreiter-Verlag, Kassel 1938.
- Handbuch des Heimatbundes für Kurhessen, Waldeck und Oberhessen
  - Bd. 1: Kreis Frankenberg. Bernecker, Melsungen 1961.
  - Bd. 2: Kreis Hersfeld. Bernecker, Melsungen 1966.
  - Bd. 3: Kreis Hofgeismar. Bernecker, Melsungen 1966.
  - Bd. 4: Kreis Witzenhausen. Festschrift zum 150jährigen Bestehen des Kreises Witzenhausen. Koch, Marburg 1971.